# RPC FM
RPC FM foi uma emissora de rádio brasileira da cidade do Rio de Janeiro. Transmitia sua programação em 100,5 MHz em FM até 1997, quando foi substituída pela FM O Dia.

## História
A RPC FM entrou no ar em 1988 no lugar deixado pela emissora pública Nacional FM. A emissora foi fundada por Paulo Cesar Ferreira, inicialmente apostando em uma programação popular para depois adotar uma planilha de música pop a partir de 1989.
Então, a emissora passou a disputar audiência com outras duas emissoras do mesmo segmento: a Transamérica e a Rádio Cidade. Em 1992, a rádio foi vendida ao Grupo O Dia.
Nos anos 1990, a rádio também deu espaço para os DJs de funk carioca. Em 1995, uma de suas atrações era o DJ Marlboro com o programa "Big Mix".
Em 1997, a RPC FM deu lugar para a FM O Dia, emissora de sucessos populares.